# Magas-taxi turistaház
A Magas-taxi turistaház újjáépítés alatt álló turistaház a Börzsönyben, a Magas-Taxon. Szokolya közigazgatási területén található.

## Történelem
A Magas-Tax alatti réten korábban tanuló sípálya működött, Poma sílifttel és síoktatással. Innen indultak a sífutó pályák is. A Nagy-Hideg-hegyhez hasonlóan síbusszal lehetett feljutni Királyrétről és az inóci parkolótól.
2013 októberétől a Magyarországi Kárpát-egyesület önkéntesei dolgoztak a felújításán, így 2014 júliusában megnyithatott a turistaház.
Az Ipoly Erdő Zrt. 2021 júniusában közbeszerzést írt ki a turistaház bontására és új turistaház építésére. A nyertes ajánlattevővel november 4-én kötötték meg a szerződést a 794 millió forint értékű munkára. A feladat magába foglalja a meglévő turistaház és kútház bontását (terméskő anyagának új épületben való felhasználásával), valamint a következők megépítését: „848,91 m² összes nettó alapterületű, földszint-, tetőtér- és terasz beépítéses turistaház melléképülettel, összesen 10 szobaegységgel, 80 adagos főzőkonyhával, étkező résszel, terasszal, közösségi vizesblokkal, szolgálati lakással. Ezen belül 121,61 m²-es fűtetlen melléképület építése, földszint és pince részekkel, tűzifatárolóval, gépkocsibeállóval, tároló és gépészeti/elektromos helyiségekkel, hulladéktárolóval.” Az épület fűtését faelgázosító kazánnal, az étteremben külön fatüzelésű kályhával tervezik megoldani. A vízellátást ásott kútról, valamint a 800 m-re lévő Hármas-forrásról biztosítják. A meleg vizet a kazánon kívül napkollektor biztosítja majd.